# کیکه تورتوسا (بازیکن فوتبال، زاده ۱۹۹۱)
کیکه تورتوسا (انگلیسی: Kike Tortosa؛ زادهٔ ۱۰ فوریهٔ ۱۹۹۱) بازیکن فوتبال اهل اسپانیا است.
از باشگاه‌هایی که در آن بازی کرده‌است می‌توان به باشگاه فوتبال رکریتیوو اوئلوا، باشگاه فوتبال دپورتیوو آلاوس، و باشگاه خیمناستیک تاراگونا اشاره کرد.